# 尼克·凱薩維茲
尼可拉斯·大衛·羅蘭·凱薩維茲（英語：Nicholas David Rowland Cassavetes，1959年5月21日—），美國男導演、演員及編劇。

## 早期生活
尼克·凱薩維茲出生於紐約市，是女演員吉娜·羅蘭茲和希臘裔美國演員兼電影導演約翰·凱薩維茲的兒子。孩童時期，他曾出演過父親執導的兩部片中，分別為《大丈夫》（1970年）和《受影響的女人》（1974年）。在青年時期被電影業包圍的他，最初決定不想進入這個領域。他轉而在雪城大學拿取籃球獎學金。但凱薩維茲的運動生涯因受傷而終止，之後決定重新考慮而決定去就讀他父母的母校——美國藝術戲劇學院。

## 作品列表

### 導演
| 年份 | 標題                      | 附註   |
| ---- | ------------------------- | ------ |
| 1996 | 《摘下滿天星》            | 兼編劇 |
| 1997 | 《戀戀風暴》              |        |
| 2002 | 《迫在眉梢》              |        |
| 2004 | 《手札情緣》              |        |
| 2006 | 《布魯斯·威利之終極黑幫》 | 兼編劇 |
| 2009 | 《姊姊的守護者》          | 兼編劇 |
| 2012 | 《黄色人生》              | 兼編劇 |
| 2014 | 《婦仇者聯盟》            |        |
| 2023 | 《殺戮追擊》              |        |

## 外部連結
- 尼克·凱薩維茲在互联网电影资料库（IMDb）上的資料（英文）
- Interview with UGO.com